# Idaea lilliputaria
Idaea lilliputaria là một loài bướm đêm trong họ Geometridae.